# ارتخاء الرحم
ارتخاء الرحم هي حالة يتم اكتشافها في الفحص الطبي حيث يكون الرحم رخو أكثر من المتوقع. قد يرتبط ارتخاء الرحم مع فشل الرحم في الانقباض. قد يكون مرتبطا أيضا مع التهاب الغدد.